# Potentilla tucumanensis
Potentilla tucumanensis là loài thực vật có hoa trong họ Hoa hồng. Loài này được A. Castagnaro & M. Arias miêu tả khoa học đầu tiên năm 1998.